# Sunnlandsfjorden
Sunnlandsfjorden er en fjord på nordsiden af Austvågøya i Vågan kommune i Lofoten, i Nordland fylke  i Norge. Den går 5,5 kilometer i sydøstlig retning af Vesterålsfjorden. Medregnet fjordarmen Indrefjorden,  er længden 7,6 kilometer.
Fjorden har indløb mellem Festvågneset, ved Brenna, i sydvest og Klubban, syd for Laukvik, i nordøst. På østsiden går et kort sund ind til fjordarmen Vatnfjorden. Mellem  sundet og mundingen ligger en række øer, holme og skær som er en del af Laukvikøerne naturreservat der i 2013 blev udpeget til ramsarområde.
Der er gårde i Vatnfjorden, mellem Nordpollen og Sunnlandsfjorden, med vejforbindelse. Der går en opmærket  sti langs hele vestsiden omkring Festvågtinden og langs Durmålstinden og forbi gården på Nedreneset.